# Black Beard (videogioco)
Black Beard (titolo in copertina) o Blackbeard (titolo su cassetta e involucro Kixx) è un videogioco sparatutto sui pirati, pubblicato nel 1988 per Amstrad CPC, MSX e ZX Spectrum dalla Topo Soft in Spagna, ed esportato nel 1989 nel resto d'Europa dall'etichetta economica Kixx della U.S. Gold.
Era il primo gioco originale (fuori dalla Spagna) pubblicato dalla Kixx, altrimenti dedicata alle riedizioni di vecchi titoli.

## Trama
Il pirata Barbanera è stato ingannato da Barbarossa, che gli ha sottratto una mappa del tesoro mentre era ubriaco e ha preso possesso della HMS Victory. Tradito anche dalla propria ciurma, Barbanera si infiltra da solo sulla Victory per recuperare la mappa nascosta in uno dei forzieri. Tutto il gioco si svolge sulla nave, la cui struttura è basata su un vero modello della Victory originale.

## Modalità di gioco
Si controlla Barbanera a bordo del veliero con visuale dalla verticale, a scorrimento in tutte le direzioni, in uno stile che venne spesso considerato simile a Gauntlet. Solo su MSX la visuale dell'azione è monocromatica.
Barbanera si muove in tutte le 8 direzioni in un unico scenario da esplorare, formato da quattro aree della nave: il ponte, le cabine e i due livelli sottostanti della stiva. Le aree sono piuttosto simili tra loro. Nel complesso lo scenario è grande, ma non tanto da spingere il giocatore a disegnarsi una mappa. Ci sono ostacoli da aggirare come pareti, cannoni, barili, mucchi di palle di cannone e altre attrezzature della nave. Per cambiare piano si usano le scalette presenti in alcuni punti.
Sulla nave si aggirano molti pirati avversari, che sono letali se toccati e a volte lanciano anche coltelli o bottiglie. Nuovi pirati entrano in gioco arrivando da una passerella collegata al ponte. Si può perdere una vita anche cadendo giù attraverso grate che si rompono.
Barbanera è armato di pistola o coltello da lancio, e può cambiare tra le due armi raccogliendo una delle molte che si trovano in giro. Il coltello è illimitato, mentre ogni pistola è dotata di 30 colpi.
Sulla nave sono presenti molti forzieri, che si possono aprire soltanto sparando loro con la pistola. All'interno si possono trovare vite extra, pozioni di invincibilità di breve durata, o una torcia. Quest'ultima serve a fare fuoco con un certo cannone, distruggendo così la passerella e fermando l'arrivo di nuovi nemici. L'obiettivo finale del gioco è trovare e aprire il forziere con la mappa del tesoro, ma prima è necessario aprire tutti gli altri forzieri ed eliminare tutti i nemici. Se si consumano prima tutte le pistole diventa impossibile aprire i forzieri e completare il gioco.
Alla destra dello schermo c'è il pannello informativo con vite, munizioni ed energia. Le vite sono rappresentate da un Jolly Roger che perde prima le due ossa e infine il teschio. L'energia è rappresentata da una serie di bottiglie di rum, si consuma lentamente da sé e dev'essere ricaricata raccogliendo bottiglie sparse sulla nave; alcune di esse tuttavia, invece di dare energia, causano un'ubriacatura che rende il personaggio incontrollabile per alcuni secondi.

## Accoglienza
Black Beard fu apprezzato dalla critica europea contemporanea nella versione ZX Spectrum, che ricevette almeno tre giudizi intorno a 8/10. K lo ritenne medio, divertente anche se un po' lento, Your Sinclair diede invece un giudizio negativo (ma quando il gioco era già uscito da un anno).
La versione MSX ricevette almeno tre giudizi medi.
La versione Amstrad CPC fu invece accolta in modo tendenzialmente negativo, in particolare con molte critiche alla lentezza, all'animazione e al sonoro. Secondo Zzap!, a differenza della versione MSX, rispondeva anche decisamente male ai comandi.